# Î́
Î́ (minuscule : î́), appelé I accent circonflexe accent aigu, est une lettre latine utilisée dans des anciennes transcriptions du sanskrit.
Il s’agit de la lettre I diacritée d’un accent circonflexe et d’un accent aigu.

## Utilisation
En roumain, le I circonflexe ‹ Î, î › représente la voyelle /ɨ/. Dans certains textes linguistiques (études, descriptions, grammaires ou manuels) l’accent aigu est utilisé pour indiquer l’accent tonique et on peut retrouver la lettre ‹ Î́, î́ ›. Cependant elle n’est pas utilisée dans l’orthographe roumaine.
Le ‹ Î́, î́ › a été utilisé dans certaines transcriptions du sanskrit, notamment dans les travaux de Friedrich Max Müller.

## Représentations informatiques
Le I accent circonflexe accent aigu peut être représenté avec les caractères Unicode suivants : 
- composé et normalisé NFC (supplément latin A, diacritiques) :

| formes    | représentations | chaînes de caractères | points de code | descriptions                                                         |
| --------- | --------------- | --------------------- | -------------- | -------------------------------------------------------------------- |
| capitale  | Î́               | Î◌́                    | U+00CE U+0301  | lettre majuscule latine i accent circonflexe diacritique accent aigu |
| minuscule | î́               | î◌́                    | U+00EE U+0301  | lettre minuscule latine i accent circonflexe diacritique accent aigu |

- décomposé et normalisé NFD (latin de base, diacritiques) :

| formes    | représentations | chaînes de caractères | points de code       | descriptions                                                                     |
| --------- | --------------- | --------------------- | -------------------- | -------------------------------------------------------------------------------- |
| capitale  | Î́               | I◌̂◌́                   | U+0049 U+0302 U+0301 | lettre majuscule latine i diacritique accent circonflexe diacritique accent aigu |
| minuscule | î́               | i◌̂◌́                   | U+0069 U+0302 U+0301 | lettre minuscule latine i diacritique accent circonflexe diacritique accent aigu |